# Odalis Pérez
Pour les articles homonymes, voir Pérez.
Odalis Amadol Pérez (né le 11 juin 1978 à Las Matas de Farfán en République dominicaine et mort le 10 mars 2022 à Saint-Domingue) est un ancien lanceur gaucher de baseball.
Il joue dans la Ligue majeure de baseball, principalement comme lanceur partant, pour les Braves d'Atlanta (1998-1999, 2001), les Dodgers de Los Angeles (2002-2006), les Royals de Kansas City (2006-2007) et les Nationals de Washington (2008).
Invité au match des étoiles en 2002 comme représentant des Dodgers, il effectue avec Washington le premier lancer lors du premier match joué au Nationals Park à son inauguration le 30 mars 2008.

## Carrière
Il fait ses débuts dans le baseball majeur le 1er septembre 1998 avec les Braves d'Atlanta et participe à 10 matchs, encaissant une défaite. Employé en manches supplémentaires le 1er octobre suivant, il remporte pour Atlanta une victoire dans le second match de la Série de divisions jouée face aux Cubs de Chicago. Pérez est, à l'âge de 20 ans et 112 jours, le plus jeune lanceur gagnant d'un match éliminatoire, un record qui sera battu en 2016 par Julio Urías.
Après avoir joué pour Atlanta en 1998 et 1999, Pérez subit durant cette dernière saison une opération Tommy John pour soigner un ligament du coude, ce qui lui fait rater toute la saison 2000. De retour avec les Braves en 2001, il est avec le voltigeur Brian Jordan et le lanceur droitier Andrew Brown échangé aux Dodgers de Los Angeles le 15 janvier 2002 contre le voltigeur étoile Gary Sheffield.
Avec 15 victoires et une moyenne de points mérités se chiffrant à 3,00 en 222 manches et un tiers lancées en 32 départs pour les Dodgers en 2002, Odalis Pérez reçoit sa seule invitation en carrière au match des étoiles.
Pérez connaît une difficile saison 2006 qui mène à un conflit avec l'équipe lorsque celle-ci retire le gaucher de sa rotation de lanceurs partants pour l'assigner à l'enclos de relève, et le 25 juillet 2006, les Dodgers le transfèrent aux Royals de Kansas City en échange du lanceur droitier Elmer Dessens et de deux joueurs de ligues mineures qui n'atteindront jamais les majeures. Lanceur partant des Royals jusqu'à la conclusion de la saison 2007, Pérez effectue son dernier tour de piste dans les majeures en 2008 avec les Nationals de Washington. Il est le lanceur partant du club lors du match d'ouverture de la saison le 30 mars 2008 face aux Braves d'Atlanta, qui est aussi le premier match joué au nouveau Nationals Park : il effectue le premier lancer dans ce nouveau stade (à Kelly Johnson, qu'il retire sur des prises) et accorde aussi à Chipper Jones le premier coup de circuit réussi dans cette enceinte.
Pérez joue pour l'équipe de République dominicaine lors de la Classique mondiale de baseball 2006. Il fait aussi partie de l'effectif dominicain lors de la Classique mondiale de baseball 2009 dans l'espoir d'obtenir un nouveau contrat dans les majeures à la suite d'une dispute contractuelle qui l'incite à ne pas se présenter au camp d'entraînement printanier des Nationals et mène à son renvoi par Washington.
En 252 matchs joués en 10 saisons dans le baseball majeur, dont 221 comme lanceur partant, Odalis Pérez affiche une moyenne de points mérités de 4,46 en 1 335 manches lancées, avec 73 victoires, 82 défaites, quatre matchs complets dont deux blanchissages, et 920 retraits sur des prises.